# Tashkent Open 2019
Tashkent Open 2019 byl tenisový turnaj pořádaný jako součást ženského okruhu WTA Tour, který se hrál  na otevřených dvorcích s tvrdým povrchem Casali Sport v Taškentském tenisovém centru. Konal se mezi 23. až 28. září 2019 v uzbecké metropoli Taškentu jako dvacátý první ročník turnaje.
Turnaj s rozpočtem 250 000 dolarů patřil do kategorie WTA International. Nejvýše nasazenou hráčkou ve dvouhře se stala padesátá třetí žena klasifikace Viktória Kužmová ze Slovenska. Jako poslední přímá účastnice do dvouhry nastoupila 128. hráčka žebříčku, Američanka Francesca Di Lorenzová.
Čtvrtou singlovou trofej na okruhu WTA Tour, a první pod otevřeným nebem, vyhrála Belgičanka Alison Van Uytvancková. Udržela tak svou finálovou neporazitelnost. Čtyřhru vyhrála americko-brazilská dvojice Hayley Carterová a Luisa Stefaniová, jejíž členky získaly premiérové kariérní tituly na túře WTA.

## Distribuce bodů a finančních odměn

### Distribuce bodů
| Soutěž  | vítězky | finalistky | semifinalistky | čtvrtfinalistky | 16 v kole | 32 v kole | Q  | Q2 | Q1 |
| ------- | ------- | ---------- | -------------- | --------------- | --------- | --------- | -- | -- | -- |
| dvouhra | 280     | 180        | 110            | 60              | 30        | 1         | 18 | 12 | 1  |
| čtyřhra | 280     | 180        | 110            | 60              | 1         | —         | —  | —  | —  |

### Finanční odměny
| Soutěž                              | vítězky | finalistky | semifinalistky | čtvrtfinalistky | 16 v kole | 32 v kole | Q2     | Q1   |
| ----------------------------------- | ------- | ---------- | -------------- | --------------- | --------- | --------- | ------ | ---- |
| dvouhra                             | $43 000 | $21 400    | $11 500        | $6 200          | $3 420    | $2 220    | $1 285 | $750 |
| čtyřhra                             | $12 300 | $6 400     | $3 435         | $1 820          | $960      | —         | —      | —    |
| částka ve čtyřhře je uvedena na pár |         |            |                |                 |           |           |        |      |

## Ženská dvouhra

### Nasazení
| Stát                         | Hráčka                 | WTA | Nasazení |
| ---------------------------- | ---------------------- | --- | -------- |
| Slovensko                    | Viktória Kužmová       | 53. | 1.       |
| Rusko                        | Margarita Gasparjanová | 56. | 2.       |
| Belgie                       | Alison Van Uytvancková | 62. | 3.       |
| Lotyšsko                     | Jeļena Ostapenková     | 74. | 4.       |
| Česko                        | Kristýna Plíšková      | 81. | 5.       |
| Německo                      | Tatjana Mariová        | 86. | 6.       |
| Maďarsko                     | Tímea Babosová         | 92. | 7.       |
| Rumunsko                     | Sorana Cîrsteaová      | 95. | 8.       |
| Žebříček WTA k 16. září 2019 |                        |     |          |

### Jiné formy účasti
Následující hráčky obdržely divokou kartu do hlavní soutěže:
- Nigina Abduraimovová
- Akgul Amanmuradovová
- Sabina Šaripovová

Následující hráčky nastoupily do hlavní soutěže pod žebříčkovou ochranou:
- Denisa Allertová
- Kateryna Bondarenková

Následující hráčky postoupily do hlavní soutěže z kvalifikace:
- Harriet Dartová
- Olga Govorcovová
- Tereza Martincová
- Ljudmila Samsonovová

### Odhlášení
před zahájením turnaje
- Timea Bacsinszká → nahradila ji  Tímea Babosová
- Mona Barthelová → nahradila ji  Anna Kalinská
- Ivana Jorovićová → nahradila ji  Katarzyna Kawaová
- Anna Karolína Schmiedlová → nahradila ji  Greet Minnenová

### Skrečování
- Jeļena Ostapenková

## Ženská čtyřhra

### Nasazení
| Stát                                                                     | Hráčka                | Stát      | Hráčka               | WTA  | Nasazení |
| ------------------------------------------------------------------------ | --------------------- | --------- | -------------------- | ---- | -------- |
| Rusko                                                                    | Anna Kalinská         | Slovensko | Viktória Kužmová     | 106. | 1.       |
| Rumunsko                                                                 | Irina-Camelia Beguová | Bělorusko | Lidzija Marozavová   | 127. | 2.       |
| Slovinsko                                                                | Dalila Jakupovićová   | USA       | Sabrina Santamariová | 158. | 3.       |
| Švédsko                                                                  | Cornelia Listerová    | Rusko     | Jana Sizikovová      | 177. | 4.       |
| Žebříček WTA k 16. září 2019; číslo je součtem umístění obou členek páru |                       |           |                      |      |          |

### Jiné formy účasti
Následující páry obdržely divokou kartu do hlavní soutěže:
- Nigina Abduraimovová /  Akgul Amanmuradovová
- Vitalija Ďjačenková /  Sabina Šaripovová

## Přehled finále

### Ženská dvouhra
- Alison Van Uytvancková vs.  Sorana Cîrsteaová, 6–2, 4–6, 6–4

### Ženská čtyřhra
Hayley Carterová  /  Luisa Stefaniová vs.  Dalila Jakupovićová  /  Sabrina Santamariová 6–3, 7–6(7–4)